# Василько Ярополкович
Василько Ярополкович (1120-ті — 1180 р.) — князь Шумський (1168—1180 рр.), Дорогичинський (1180—1182 рр.) та Берестейський (1181 р.) з династії Рюриковичів. Син Великого князя Київського Ярополка Володимировича і онук Великого князя Київського Володимира II Мономаха.

## Біографія
Відомості про Василька збереглись в Київському літописі. 1151 році князь Галицький Володимирко Володарович відправив його на чолі посольства до Андрія Боголюбського. 1164 р. переміг половців над Россю, забравши численну здобич. Коли 1167 року Мстислав Ізяславич отримав Київський престол, Василько став його союзником.
Був одружений з донькою польського князя Болеслава IV.
Згадка про Василька датується 1170 роком, коли Мстислав Ізяславич втратив владу, Василько організував похід проти половців, союзників Гліба Юрійовича. Врешті-решт, він був змушений здатися і виїхав до Чернігова.
Наприкінці 1170-х років відбувалося протистояння за Берестейщину між Мінським князем Володимиром (сином князя Мінського і Полоцького Володара Глібовича; онуком Анастасії
Ярополківни, доньки короля Русі Ярополка Ізяславича) і князем Шумським Васильком, онуком Володимира Мономаха. Спочатку князь Володимир Володарович здобув Берестя і Дорогочин, проте на допомогу Васильку прийшов його тесть польський князь Болеслав IV Кучерявий і Лешек Мазовецький – син Болеслава IV і української княжни В’ячеслави Всеволодівни, правнучки Володимира Мономаха. Під час цієї боротьби Берестя якийсь час залишалося в руках князя Володимира. Лише близько 1181 року Василько став ненадовго князем Берестейським, проте після чергової поразки втік до Польщі.